# Albero binario

Un albero binario

In informatica un albero binario è una struttura dati ad albero i cui nodi hanno grado compreso tra 0 e 2. Per albero si intende un grafo non diretto, connesso e aciclico mentre per grado di un nodo si intende il numero di sotto alberi del nodo, che è uguale al numero di figli del nodo.
Anche l'albero costituito da un solo nodo e nessun arco si considera un albero binario valido, sebbene il grado del nodo in questo caso sia nullo.
Come nel caso generale degli alberi è possibile individuare (in maniera non unica) un nodo radice: qualunque nodo di grado minore di 3 può essere scelto come radice dell'albero binario. Stabilito un nodo radice è possibile costruire delle relazioni di parentela tra nodi: il nodo radice non ha padre e può avere 0, 1 o 2 figli, ed ogni nodo è ovviamente padre dei suoi figli. Poiché tutti i nodi tranne la radice hanno un padre, per via della limitazione sul grado dei nodi ogni nodo può avere al massimo 2 figli (da qui il nome "albero binario").
I nodi senza figli vengono detti foglie o nodi terminali; un nodo non foglia è un nodo interno.

## Implementare gli alberi binari
In questa sezione trattiamo l'implementazione degli alberi binari dal punto di vista teorico, facendo ricorso a strutture di programmazione generiche; sarà poi compito del programmatore decidere come implementare queste strutture sulla base del linguaggio di programmazione che si troverà ad usare.
Esistono vari sistemi, ma il più semplice risulta essere quello che utilizza un array che contiene i nodi dell'albero secondo questa logica: la radice occupa la prima posizione dell'array e i figli di questa radice sono a loro volta nell'array e occupano come posizione (2i) e (2i+1) dove i è la posizione della radice, del padre, dei due figli.
Si fa notare che questa implementazione è ottimale se l'albero è pieno cioè se tutti gli elementi che costituiscono l'albero hanno esattamente due figli, tranne ovviamente le foglie, altrimenti è necessario un flag booleano, in realtà un array di accompagnamento, che ci indica se la posizione è valida o meno.
Interpretiamola: in A, posizione 1, c'è sempre la radice, in posizione 2 e 3 troviamo i figli B e C. Prendiamo il figlio B, posizione 2, i suoi figli sono in 4 e 5, ma, la colonna dei flag ci dice che le posizioni 4 e 5 sono disattivate, infatti B non ha figli, al contrario, C posizione 3, in 6 e 7 ha proprio i valori cercati e cioè i suoi due figli D, E.
I vantaggi dell'utilizzo di questa implementazione sono la semplicità di accesso e la semplicità di gestione degli elementi della lista, al contrario, le operazioni di inserimento e in generale la dimensione considerevole di un array di un grande albero giocano a sfavore di questa implementazione che risulta essere di conseguenza sconveniente da usare.
Un'altra implementazione che prevede l'uso di array è quello della rappresentazione collegata con array, in cui, in una tabella a tre colonne abbiamo, rispettivamente per riga, in quella centrale il valore, in quella sinistra l'indirizzo del figlio sinistro e in quella destra l'indirizzo di quello destro.
È necessario aggiungere una variabile inizio per indicare il punto in cui dobbiamo iniziare l'analisi, al contrario, se un indirizzo è a zero è da considerarsi NULL.
Iniziando da 1, A ha figli che sono in 2 e 3, il figlio B non ha discendenti, quello C invece ha come discendenti 4 a sinistra e 5 a destra, cioè D ed E.
Lo stesso risultato si può ottenere prendendo in considerazione anziché un array, un semplice nodo strutturato a tre campi, etichetta, figlio sinistro, figlio destro e con un puntatore al primo nodo, e di fatto ci ricolleghiamo all'immagine di accompagnamento alle due tabelle precedenti.
Profondità di un albero: La radice r ha profondità 0, i suoi figli sinistro e destro, hanno profondità 1, i nipoti profondità 2 e così via. Quindi se la profondità di un nodo è p i suoi figli non vuoti hanno profondità p+1
Per quanto riguarda l'altezza h di un albero binario è data dalla massima profondità raggiunta dalle sue foglie. Quindi, l'altezza misura la massima distanza di una foglia dalla radice dell'albero, in termini di numero di archi attraversati.
Poiché la definizione di alberi si applica anche ai sotto alberi, è più efficiente e semplice trovare l'altezza di un albero binario osservando che l'albero composto da un solo nodo ha altezza pari a 0, mentre un albero con almeno due nodi ha altezza pari all'altezza del suo sottoalbero più alto, incrementata di uno in quanto la radice introduce un ulteriore livello
Nel caso dell'albero nella figura qui sopra, l'altezza h è 0(foglie)+1(figli radice)+1(radice)=2.
Esistono alcune formule per calcolare le caratteristiche degli alberi:
| {\displaystyle Log_{2}(n+1)-1} | Altezza di un albero binario bilanciato pieno di n nodi    |
| {\displaystyle 2^{h+1}-1}      | Numero massimo di nodi in un albero binario di altezza h   |
| {\displaystyle h}              | Altezza o numero minimo di nodi di un albero con altezza h |
| {\displaystyle 2^{l}}          | Numero massimo di nodi ad un livello l (elle)              |

## Implementare gli alberi di ricerca binari su array
Se non è necessario effettuare frequentemente operazioni di inserimento e cancellazioni o non è affatto necessario effettuarle e non si vuole usare troppa memoria è possibile implementare un albero di ricerca binario su un array ordinato, con la restrizione che il numero degli elementi sia {\displaystyle 2^{n}-1} con {\displaystyle n\in \mathbb {N} }.
L'immagine sopra mostra un albero di ricerca binario implementato su un array ordinato di 15 elementi, si comincia ponendo il centro dell'array come radice dell'albero e come sue foglie rispettivamente il centro della parte destra dell'array e il centro della parte sinistra dell'array, si continua applicando ricorsivamente il procedimento fino a che non sono stati coperti tutti gli elementi. Si ottiene quindi l'equivalente dell'albero
lo pseudo-algoritmo per la ricerca di una chiave è
```
Ricerca di una chiave
   N:= numero di elementi dell'albero (2^k-1)
   A:= array delle N chiavi ordinate in ordine crescente, A[0], A[1] .. A[N - 1]
   key:= chiave da cercare
   jump:= (N + 1)/4
   i: = (N - 1)/2
   while jump 
>
 0 do
       if key == A[i] then
           ricerca finita
       else if key 
<
 A[i] then
           i = i - jump
       else if key 
>
 A[i] then
           i = i + jump
       endif
       jump = jump / 2
   done
   nessun risultato
```

Suddetta modalità di visualizzazione di un albero binario sfrutta la definizione di skip-list, ossia di albero binario i cui elementi sono ordinati e si sfrutta una algoritmo randomizzato.
In una skip list per cercare un elemento non facciamo altro che creare nuove liste a partire da quella di partenza L0, dimezzando ogni volta gli elementi seguendo la regola (n/2^i)=2, cioè sappiamo che possiamo creare Li liste fino a che non arriviamo alla lista con il minor numero di elementi, ossia 2. La skip list è molto utile se vogliamo trovare un elemento in quanto nella ricerca dobbiamo partire dalla lista L(lgn) e scendere cercando sempre il primo elemento più grande del valore cercato x; è un buon algoritmo anche se è costoso in termini di spazio, ma è più difficile aggiungere o cancellare un elemento.

## Implementare gli alberi binari tramite puntatori
Un modo semplice per implementare gli alberi binari di ricerca è quello di usare i puntatori.
Nell'implementazione classica ogni nodo dell'albero oltre al suo valore ha un puntatore al figlio destro ed uno al figlio sinistro, in questo modo è possibile, partendo dalla radice, discendere nell'albero fino ad arrivare alle foglie.
Tutti i nodi sono uguali, l'unica differenza è che nessun nodo punterà alla radice (infatti la radice non è né un figlio destro, né un figlio sinistro), e le foglie non avendo figli non punteranno a nulla (nil, NULL value).

### Una semplice implementazione in C
```
/*************************************************************************************************************

* In questo file verranno incluse le funzioni necessarie a costruire un albero binario, 

* e gestirlo tramite

* i puntatori che ogni radice ha verso il figlio destro e il figlio sinistro.

* L'interfaccia è abbastanza semplice, una volta avviato si arriva ad un menu.

* Si consiglia per compilarlo sotto *nix di usare "gcc -o btree binarytree.c" , 

* Per avviarlo invece, come suggerisce l'ERRORE di parametri

* sarà utile seguire la forma ./btree <nomefile>, in cui nomefile può anche contenere il path completo.

* i dati presenti in nomefile devono essere degli interi separati da spazi.

**************************************************************************************************************/

#include
 
<stdio.h>

#include
 
<stdlib.h>

#include
 
<stdbool.h>

FILE
 
*
intfile
;

typedef
 
struct
 
T
{
  
//Comincio a definire la struttura che mi servirà

    
int
 
value
;
  
//Come posso notare ho il valore attuale e due puntatori: uno al figlio sinistro

    
struct
 
T
 
*
T_l
,
 
*
T_r
;
  
//E l'altro al figlio destro

}
*
tree
,
 
dim
;

tree
 
mergetree
(
int
 
el
,
 
tree
 
t1
,
 
tree
 
t2
){
  
//Mergetree unisce due alberi

    
tree
 
t0
 
=
 
(
tree
)
malloc
(
sizeof
(
dim
));

    
t0
->
T_l
 
=
 
t1
;

    
t0
->
T_r
 
=
 
t2
;

    
t0
->
value
 
=
 
el
;

    
return
(
t0
);

}

tree
 
createleaf
(
int
 
el
){

    
return
 
mergetree
(
el
,
 
NULL
,
 
NULL
);
  
//Ogni foglia è formata da un valore e due puntatori nulli

}

int
 
isvoidtree
(
tree
 
t
){
  
//Verifico che un albero sia vuoto

    
return
 
(
t
 
==
 
NULL
);
  
//Se non c'è nulla è ovvio che è un albero vuoto...

}

tree
 
leftchild
(
tree
 
t
){
  
//Restituisce il figlio sinistro accedendo alla struttura tree

    
return
 
t
->
T_l
;

}

tree
 
rightchild
(
tree
 
t
){
  
//Restituisce il figlio destro, accedendo alla struttura tree

    
return
 
t
->
T_r
;

}

int
 
root
(
tree
 
t
){
  
//Restituisce la radice, sempre facendo accesso alla struttura

    
return
 
t
->
value
;

}

tree
 
insert
(
int
 
el
,
 
tree
 
t
){
  
//Si inserisce un intero el, nell'albero t

    
if
(
isvoidtree
(
t
)){
  
//Se l'albero è vuoto, allora verrà creata una foglia

        
return
 
createleaf
(
el
);

    
}

    

    
if
 
(
root
(
t
)
>=
el
){
  
//Altrimenti si procede da direttive, ovvero se il valore della radice è >= dell'elemento

        
return
 
mergetree
(
root
(
t
),
 
insert
(
el
,
leftchild
(
t
)),
 
rightchild
(
t
));
  
//Andrà a sinistra

    
}

    

    
if
 
(
root
(
t
)
<
el
){
  
//Ae la radice è invece minore dell'elemento, verrà inserita a destra.

        
return
 
mergetree
(
root
(
t
),
 
leftchild
(
t
),
 
insert
(
el
,
 
rightchild
(
t
)));

    
}
else
{

        
return
 
t
;

    
}

}

int
 
mintree
(
tree
 
t
){
  
//Trovo il minimo per dicotomia: sapendo che più mi muovo in basso

    
if
(
isvoidtree
(
leftchild
(
t
))){

        
return
 
root
(
t
);
  
//Ed a sinistra, più ho un numero piccolo.

    
}
else
{

        
return
 
mintree
(
leftchild
(
t
));
  
//Ripeto la procedura ricorsivamente.

    
}

}

int
 
maxtree
(
tree
 
t
){

    
if
(
isvoidtree
(
rightchild
(
t
))){

        
return
 
root
(
t
);
  
//Come per il minimo, solo che in questo caso

    
}
else
{

        
return
 
maxtree
(
rightchild
(
t
));
  
//Mi muovo in basso a destra

    
}

}

void
 
showtree
(
tree
 
t
){

    
int
 
i
;

    

    
if
(
isvoidtree
(
t
)
==
false
){

        
showtree
(
leftchild
(
t
));

        
printf
(
"%d "
,
 
root
(
t
));

        
showtree
(
rightchild
(
t
));

    
}

}

int
 
main
(
int
 
argc
,
 
char
 
*
argv
[]){

    
if
(
argc
<
2
){
  
//Controllo che ci siano tutti i parametri

        
printf
(
"ERRORE: Per avviare il programma la sintassi è ./btree <file>
\n
"
);

        

        
return
(
1
);

    
}

    

    
if
((
intfile
 
=
 
fopen
(
argv
[
1
],
"r"
))
 
==
 
NULL
){
  
//Apro il file che mi serve

        
printf
(
"ERRORE: Non riesco ad aprire il file %s
\n
"
,
 
argv
[
1
]);

        

        
return
(
2
);

    
}

    

    
printf
(
"*Ho aperto il file %s.
\n
"
,
 
argv
[
1
]);

    

    
int
 
num
;
 
//Scansiono il file di interi

    
tree
 
albero
 
=
 
NULL
;
  
//Inizializzo l'albero vuoto

    

    
while
(
fscanf
(
intfile
,
"%d"
,
 
&
num
)
 
!=
 
EOF
){

        
albero
=
insert
(
num
,
albero
);

    
}

    

    
printf
(
"*Ho costruito l'albero binario
\n\n
"
);

    
printf
(
"Cosa vuoi fare adesso?
\n
"
);

    
printf
(
"[s]tampare l'albero
\n
"
);

    
printf
(
"Cercare il [m]inimo
\n
"
);

    
printf
(
"Cercare il [M]assimo
\n
"
);

    
printf
(
"[u]scire.
\n\n
"
);

    

    
char
 
tmp
;

    

    
printf
(
">"
);

    

    
while
((
tmp
 
=
 
getchar
())
 
!=
 
'u'
){

        
switch
 
(
tmp
){

            
case
 
's'
:
  
//Serve a mostrare l'albero

                 
showtree
(
albero
);

                 
printf
(
"
\n
"
);

            
break
;

            

            
case
 
'm'
:
  
//Stampa a video il valore minimo

                 
printf
(
"Il valore minimo dell'albero binario è %d
\n
"
,
 
mintree
(
albero
));

            
break
;

            

            
case
 
'M'
:
  
//Stampa a video il valore massimo

                 
printf
(
"Il valore massimo dell'albero binario è %d
\n
"
,
 
maxtree
(
albero
));

            
break
;

            

            
default
:

                
printf
(
">"
);

            
break
;

        
}

    
}

    
fclose
(
intfile
);

    

    
return
(
0
);

}

```

## Algoritmi elementari su alberi binari

### Determinazione numero nodi in un albero binario
```
INIZIO

NumeroNodi
 
(
radice
 
albero
)
 

    
Se
 
radice
 
albero
 
==
 
NULL
 
(
l
'
albero
 
è
 
vuoto
)

       
return
 
0
;

    
return
 
(
NumeroNodi
(
figlio
 
sinistro
)
+
NumeroNodi
(
figlio
 
destro
))
+
1
;

    

FINE

```

### Determinazione dell'altezza
```
INIZIO

Altezza
 
(
radice
 
albero
)

    
Se
 
radice
 
albero
  
==
  
NULL
  
(
 
se
 
l
'
albero
 
è
 
vuoto
)

           
return
 
0
;

    
valoreAltezzaSinistra
 
=
 
Altezza
(
figlio
 
sinistro
);

    
valoreAltezzaDestra
   
=
 
Altezza
(
figlio
 
destro
);

    
return
 
1
 
+
 
max
(
valoreAltezzaDestra
,
 
valoreAltezzaSinistra
);

FINE

```

### Determinazione della larghezza
La larghezza di un albero binario corrisponde al numero massimo di nodi giacenti al medesimo livello.

La determinazione di suddetta grandezza può essere ottenuta attraverso un'opportuna modifica della Visita in-order: si fa uso di un vettore, dimensionato al pari del numero di nodi, inizialmente con valori tutti uguali a zero; la funzione WrapperLarghezza è deputata al passaggio corretto dei parametri alla funzione ricorsiva Larghezza , che ritorna il valore massimo contenuto nel vettore, cioè la larghezza dell'albero.
```
INIZIO

WrapperLarghezza
(
radice
 
albero
)

    
Inizializzazione
 
array
 
livelli
;

    
Larghezza
(
radice
 
albero
,
array
 
livelli
,
0
);

    
larghezza
 
=
 
CercaMassimoVettore
(
array
 
livelli
);

    
return
 
larghezza
;

Larghezza
 
(
radice
 
albero
,
array
 
livelli
,
livellocorrente
)

   
Se
 
radice
 
albero
 
==
 
NULL
 
(
se
 
l
'
albero
 
è
 
vuoto
)

        
return
;

    

   
livelli
[
livellocorrente
]
 
=
 
livelli
[
livellocorrente
]
+
1
;

   
Larghezza
(
figlio
 
sinistro
,
array
 
livelli
,
livellocorrente
+
1
);

   
Larghezza
(
figlio
 
destro
,
array
 
livelli
,
livellocorrente
+
1
);

   
return
;

FINE

```